# Hygroaster
Hygroaster là một chi nấm thuộc họ Tricholomataceae.